# カルメン・サパタ
カルメン・サパタ（Carmen Zapata, 本名：Carmen Margarita Zapata,1927年7月15日 - 2014年1月5日）は、アメリカ合衆国の女優。ハリウッドに進出したラティーノ系女優の先駆者の一人。

## 生涯
1927年ニューヨークでメキシコ人の父親とアルゼンチン人の母親の間に生まれた。
1946年、ブロードウェイ・シアターミュージカル『オクラホマ!』のコーラス役でブロードウェイデビュー。それ以降100本以上のTV番組に出演。有名作では、TVアニメ『バットマン』やコメディTVドラマ『Married... with Children』や1992年のコメディ映画『天使にラブ・ソングを…』等に出演、そして昼ドラ『Santa Barbara』ではカルメン・カスティーヨ（Carmen Castillo）役を演じた。長く続いた役柄の１つとしては、子供向けバイリンガル教育番組『Villa Alegre（ビラ・アレグレ／幸せの村）』
で、9年間、村長ドーニャ・ルース（Doña Luz）役を演じたのが挙げられる。
1972年、リカルド・モンタルバン、エディス・ディアス、ヘンリー・ダロウらと共に、映画俳優組合内に民族少数派委員会（Ethnic Minority Committee）を創設した。
1973年には、キューバ生まれの女優・劇作家・監督であるマルガリータ・ガルバン（Margarita Galban）とアルゼンチン生まれの舞台美術家エステラ・スカルラタ（Estela Scarlata）と共にバイリンガル芸術財団（the Bilingual Foundation of the Arts／BFA）をロサンゼルスに創設した。
1976年、イーストロサンゼルスに住むメキシコ系アメリカ人家庭を描くコメディTVドラマ『Viva Valdez（ビバ・バルデス）』（全12話）
では、ロドルフォ・オヨス・ジュニア（Rodolfo Hoyos, Jr.）と主人公一家の夫婦役で共演した。
2003年、ハリウッド・ウォーク・オブ・フェームの星を授与された。
2014年1月5日にロサンゼルスヴァンナイズ地区の自宅で死去。長年心臓を患っていた。86歳没。

## 死後の評価等
2014年10月末、ナショナル・パブリック・レイディオの音楽番組、Alt.Latinoはディア・デ・ロス・ムエルトス（Día de los Muertos、死者の日）特集の放送において、カルメンの死に言及し「ハリウッドに進出したラティーノ系女優の先駆者で、ハリウッド内でのラティーノ系人種に対するステレオタイプを打破する為に、抵抗し戦い、後進のラティーノ系の才能が多くハリウッドに進出する道を切り拓いた大ベテラン女優」と評した。